# Ангіопластика
Ангіопластика, також перкутанна (черезшкірна) транслюмінальна ангіопластика (PTA, perkutan: лат. через шкіру ; transluminal: лат. в порожнині судини; angioplastic: гр. «васкуляризація», тут у значенні «розширення») — процедура розширення або відновлення звужених, або перекритих кровоносних судин (переважно артерій, рідко також вен) за допомогою балонного розширення або інших процедур (лазер, тромбектомічний катетер тощо).
Балонні катетери майже завжди вводять із пахової зони за допомогою направляючого дроту та катетера, в зону стенозу, та надувають під тиском (8–12 бар.), це, як правило, усуває стеноз та запобігає відкритій операції. Крім того, часто імплантують стенти (дротяну сітку, яка повинна тримати судину зсередини відкритою) — стентування.
При стенозі коронарних артерії (напр. у випадку гострого інфаркту міокарда) говориться про перкутанну транслюмінальну коронарну ангіопластику (ПТКА) (PTCA).

## Коронарна ангіопластика
Черезшкірна транслюмінальна коронарна ангіопластика ПТКА (PTCA), також англ. Percutaneous coronary intervention (PCI: Percutaneous Coronary, PCI) — метод розширення звуженої, або повторого відкриття перекритої (тромбом), або звуженої коронарної артерії без відкритої операції.
Можливим ускладненням є звуження бічної гілки.
ПТКА виконується як частина серцевої катетеризації після коронарної ангіографії. Балонний катетер просувають через спеціальний направляючий катетер, введений з пахової артерії (стегнова артерія) або через артерію передпліччя (променеву артерію). На його дистальному кінці знаходиться балон, що розширюється на місці вазоконстрикції (стенозу) приблизно на 8–12 бар. Це розширює звуження і дає можливість вільному кровотоку. Також використовується еластичність судин: відкладення атеросклеротичного нальоту на бляшці вдавлюються в стінку судини і залишаються там. Щоб запобігти новому звуженню, сьогодні зазвичай імплантують стент. Профілактичне розміщення стента може значно покращити прогноз. Залежно від місця розташування стенозу, розмірів судин, попередніх захворювань, таких як цукровий діабет, стенти покриті лікарськими засобами, застосовуються в рідкісних випадках, наприклад, у разі поновлення звуження в стенті (рестеноз в стенті), застосовуються балонні катетери покриті шаром медикаментів.
Лазери використовуються лише в деяких випадках замість балонного катетера для видалення стенозу, або для підготовки до класичного ПТКА.
ПТКА виконується як планове втручання при хронічній ішемічній хворобі артерії з метою поліпшення симптомів і як невідкладне втручання при гострому інфаркті. При гострому коронарному синдромі рання ПТКА може поліпшити виживання та зменшити кількість повторних інфарктів. Згідно з дослідженнями, ПТКА судин більше не має сенсу, якщо з часу інфаркту минуло більше двох днів. Якщо ПТКА неможлива, проводиться шунтування коронарної артерії.

## Балонна дилатація
В інтервенційній радіології, кардіології та ангіології, розширення балону в контексті ПТА визначається, як метод розширення звужених судин за допомогою балона, прикріпленого до судинного катетера, який розгортається лише у точці стенозу. Для цього тиск наповнення балону водною рідиною повільно збільшується до значення 6–20 бар. Катетер вводиться наприклад через стегнову артерію і просувається під рентгенологічним контролем до звуженої ділянки. Процедура служить для розширення звуженнь викликаних атеросклеротичними змінами («судинна кальцифікація»), щоб вони менше перешкоджали кровотоку. Процедура була розроблена німецьким кардіологом Андреасом Грюнцигом і опублікована в 1977 році.

### Застосування
Метод застосовується для артерій, які мають важливе значення для кровопостачання життєво важливих органів, таких як:
- низхідна аорта (aorta descendens) (для аортального стенозу, ISTA)
- сонні артерії (у разі порушень мозкового кровообігу або інсульти),
- ниркові артерії (якщо у вас є наявна ренальна формаартеріальної гіпертензії)
- тазові та стегнові артерії (при оклюзійних захворюваннях периферичних артерій)
- коронарні артерії (при ІХС, ІХС).

#### Балонні катетери для введення медикаментів
Балонний катетер з медикаментним покриттям або Балонний катетер, що вивільняє медикаменти (англ. Drug-eluting balon, коротко DEB, або балон покритий медикаментами) — це еволюція звичайного балонного катетера. Поверхня балона покрита препаратом, який наноситься в місці звуження судин. В даний час використовується цитостатичний паклітаксел. Препарат призначений для запобігання звуження судин на збільшеній ділянці. На відміну від терапії стентами, жодне механічне чужорідне тіло не залишається в організмі після процедури. Застосування в даний час обмежене рестенозом в стентах і судинних гілках (біфуркації) в коронарній області, а також ниркових судинах, стегнових артеріях і артеріях гомілки в периферичній області.

## Ускладнення
Внутрішня частина стінки судини (інтима) може рватися (розсічення аорти), в гіршому випадку просвіт судини може бути повністю закупорений. У разі перфорації судин може виникнути кровотеча в перикард з можливою тампонадою або в навколишні тканини.
Коли судину розширюють біля відходження гілок, розширення основної гілки може призвести до закриття бічної гілки (див. Явище снігоорання). Це часто трапляється з невеликими гілками. Якщо уражені дві рівні судини, існують методи, щоб цього уникнути.

## Вебпосилання
- (англ.)Cardiovascular and Interventional Radiological Society of Europe [Архівовано 26 липня 2012 у Wayback Machine.]